# لويجي كونتي (سفير بابوي)
لويجي كونتي (2 مارس 1929 - 5 ديسمبر 2015) هو أسقف إيطالي في الكنيسة الرومانية الكاثوليكية قضى مسيرته المهنية في الخدمة الدبلوماسية للكرسي الرسولي، حيث حصل على لقب رئيس الأساقفة ورتبة سفير بابوي عام 1975، ليصبح أحد أبرز وجوه الدبلوماسية الفاتيكانية خلال النصف الثاني من القرن العشرين.

## سيرته
وُلد لويجي في 2 مارس 1929 بمدينة سيبرانو التابعة لمقاطعة فروزينوني الإيطالية، حيث رُسم كاهناً لأبرشية فيرولي-فروزينوني في 29 سبتمبر 1954، ثم تلقى تدريباً دبلوماسياً في الأكاديمية الكنسية البابوية استعداداً لمسيرته المستقبلية. شملت مهامه الدبلوماسية الأولى العمل في إندونيسيا وفنزويلا وبلجيكا وفرنسا، قبل أن يتولى منصب المراقب الدائم للكرسي الرسولي لدى اليونسكو في باريس عام 1971، مما وضع الأساس لمسيرة دبلوماسية بارزة امتدت لعقود.

## المناصب
في 1 أغسطس 1975، عيّنه البابا بولس السادس سفير بابوي لهايتي ومندوب رسولي لجزر الأنتيل ورئيساً لأساقفة جراسيانا الفخري، حيث تلقى سيامته الأسقفية من الكاردينال جان ماري فيلو في 5 أكتوبر من نفس العام. دافع لويجي عن مقر إقامته الجديد الذي تعرض لانتقادات بسبب بذخه من قبل الكاردينال ألويسيو لورشيدر وأساقفة آخرين حضروا مؤتمراً لأساقفة أمريكا اللاتينية في بورت أو برانس، علماً أن هذا المبنى صمد أمام تسونامي وزلزال هايتي 2010. استمر لويجي في منصبه كسفير بابوي لهايتي حتى بعد استبداله كمندوب لجزر الأنتيل باول فؤاد ثابت في 9 فبراير 1980.
في 19 نوفمبر 1983، عُيّن لويجي ممثلا بابوي للعراق والكويت، ثم انتقل ليكون السفير البابوي للإكوادور في 17 يناير 1987، قبل أن يتولى منصب السفير البابوي لهندوراس في 12 أبريل 1991. وفي 15 مايو 1999، عُيّن سفيراً بابوياً لتركيا وتركمانستان، حيث شهدت فترة خدمته هناك أول إشارة للبابا يوحنا بولس الثاني إلى ما وصفه بـ"الإبادة الجماعية الأرمنية". اختتم لويجي مسيرته الدبلوماسية بتعيينه سفيراً بابوياً لمالطا وليبيا في 8 أغسطس 2001، ليُنهي بذلك مسيرة حافلة امتدت لأكثر من ربع قرن في خدمة الدبلوماسية البابوية عبر ثلاث قارات.

## التقاعد والوفاة
تقاعد في 5 يونيو 2003. وتوفي في 5 ديسمبر 2015.